# Pantilema angustum
Pantilema angustum – gatunek chrząszcza z rodziny kózkowatych i podrodziny zgrzypikowych. Jedyny przedstawiciel rodzaju Pantilema.

## Zasięg występowania
Gatunek ten występuje na Borneo.